# Kadiogo
Kadiogo ist eine Provinz in der Region Centre im westafrikanischen Staat Burkina Faso mit 2.329.499 Einwohnern auf 2805 km².
Sie teilt sich in sechs Departements und die Stadtgemeinde Ouagadougou. Ihre Hauptstadt Ouagadougou ist zugleich Landeshauptstadt. Kadiogo ist am Zentralplateau („Mossiplateau“) Burkina Fasos gelegen, großteils städtisch geprägt und die dichtest besiedelte Provinz des Landes.

## Liste der Departements/Gemeinden
| Nr. | Departement/Gemeinde |
| --- | -------------------- |
| 1   | Komki-Ipala          |
| 2   | Komsilga             |
| 3   | Koubri               |
| 4   | Ouagadougou          |
| 5   | Pabré                |
| 6   | Saaba                |
| 7   | Tanghin-Dassouri     |